# ألبا كالديرون
ألبا كالديرون هي رسامة إكوادورية، ولدت في 1908 في إسمرالداس في الإكوادور، وتوفيت في 1992 في غواياكيل في الإكوادور.